# Paracerceis nuttingi
Paracerceis nuttingi är en kräftdjursart som först beskrevs av David R. Boone 1921.  Paracerceis nuttingi ingår i släktet Paracerceis och familjen klotkräftor. Inga underarter finns listade i Catalogue of Life.